# Aspe (Alicante)
Aspe ist eine Gemeinde im Südosten von Spanien in der Provinz Alicante. 2024 hatte die Gemeinde 21.969 Einwohner. 

## Geografie
Aspe gehört zur Comarca Vinalopó Mitjà der Provinz Alicante in der Valencianischen Gemeinschaft. Die Stadt liegt im Tal des Flusses Vinalopó, 25 km von der Stadt Alicante entfernt.

## Wirtschaft
Die Wirtschaft von Aspe basiert auf der Textil- und Schuhindustrie sowie der Landwirtschaft (Gemüse und Obst). Aspe ist auch berühmt für den Anbau einer besonderen Traubensorte, die an jedem Silvesterabend um Mitternacht in ganz Spanien gegessen wird. 

## Sehenswürdigkeiten
- Historisches Zentrum (casco antiguo)
- Basilika Nuestra Señora del Socorro (16. Jahrhundert)
- Rathaus (17. Jahrhundert)
- Castillo del Río, eine ummauerte Siedlung, ca. 4 km außerhalb der Stadt
- Städtisches Historisches Museum

## Persönlichkeiten
- Manuel Castellano (* 1989), Fußballer